# Амагири (эсминец, 1930)
«Амагири»(天霧,Небесный туман) — 15-й из 24 эсминцев класса «Фубуки», построенных для японского императорского флота после Первой мировой войны. На момент принятия на вооружение эти корабли были самыми мощными эсминцами в мире. Они служили эсминцами первой линии в течение 1930-х годов и оставались грозными системами вооружения вплоть до войны на Тихом океане. Наиболее известен тем, что протаранил и потопил торпедный катер PT-109 под командованием лейтенанта Джона Ф. Кеннеди, который позже станет 35-м президентом Соединенных Штатов.

## История
Строительство передовых эсминцев класса «Фубуки» было разрешено в рамках программы расширения Императорского флота Японии с 1923 года, призванной дать Японии качественное преимущество перед самыми современными кораблями в мире. Класс «Фубуки» имел характеристики, которые были квантовым скачком по сравнению с предыдущими проектами эсминцев, настолько, что они были обозначены эсминцами специального типа (特型, Токугата). Большие размеры, мощные двигатели, высокая скорость, большой радиус действия и беспрецедентное вооружение придавали этим эсминцам огневую мощь, аналогичную многим легким крейсерам других флотов. «Амагири», построенный на верфях Ishikawajima Shipyards в Токио был пятым в улучшенной серии, которая включала модифицированную орудийную башню, которая могла поднять её основную батарею до 75 ° в отличие от оригинальных 40 °, что позволило использовать пушки в качестве орудий двойного назначения против авиации. «Амагири» был заложен 28 ноября 1928 года, спущен на воду 27 февраля 1930 года и введен в строй 10 ноября 1930 года. Первоначально имел обозначение «Эсминец № 49», позже он был обозначен как «Амагири».

## Межвоенный период
В 1935 году, после инцидента с Четвёртым флотом, в котором большое количество кораблей было повреждено тайфуном, «Амагири» вместе со своими систершипами был модифицирован с помощью установки более прочных корпусов и увеличения водоизмещения. В 1937 году «Амагири» прикрывал высадку японских войск в Шанхае и Ханчжоу во время Второй китайско-японской войны. В 1940 году был назначен для патрулирования и прикрытия высадки японских войск в Южном Китае, а впоследствии участвовал во вторжении во Французский Индокитай.

## Вторая мировая война

### Ранние операции
Во время нападения на Перл-Харбор «Амагири» был приписан к 20-му дивизиону эсминцев 3-й эскадры 1-го флота IJN и переброшен из военно-морского округа Куре в порт Самах на острове Хайнань. С 4 декабря 1941 года и до конца года «Амагири» прикрывал высадку японских войск в Малайе, а также входил в состав эскорта в поддержку «Операции L»(вторжение в Банк и Палембанг в Нидерландской Ост-Индии. В конце февраля «Амагири» прикрывал тральные операции в районе Сингапура и Джохора. В марте «Амагири» был назначен на «Операцию Т»(вторжение на северную Суматру) и «Операцию Д»(вторжение на Андаманские острова). Во время рейдов в Индийский океан «Амагири» вместе с тяжелыми крейсерами «Могами» и «Микума» потопил британский пассажирский корабль «Дарданус», пароход «Гандара» и торговое судно «Индора». С 13 по 22 апреля «Амагири» возвращался через Сингапур и залив Камрань в военно-морской арсенал Куре для технического обслуживания.
4-5 июня «Амагири» участвовал в битве при Мидуэе в составе Алеутских сил вторжения, впоследствии базировался на Амами-Осима для патрулирования южных вод до середины июля. В июле 1942 г. «Амагири» отплыл из Амами-Осимы в охранный район Мако, Сингапур, Сабанг и Мэргуи для предполагаемого второго рейда в Индийский океан. Операция была отменена из-за кампании на Гуадалканале, и «Амагири» вместо этого было приказано плыть в Трук, куда он прибыл в конце августа.
После битвы на Восточных Соломоновых островах 24 августа, «Амагири» принял десант с транспортных кораблей, находясь в море, и отплыл в Гуадалканал. Во время этой операции он был атакован в 110 км к северо-востоку от острова Саво Автор: бомбардировщиками морской пехоты США SBD Dauntless с Хендерсон-Филд, которые потопили его систершип «Асагири» и серьёзно повредили «Сиракумо». После спасения оставшихся в живых членов экипажа с «Асагири» он отбуксировал «Сиракумо» на остров Шортленд. В сентябре «Амагири» продолжал использоваться в многочисленных транспортных миссиях «Токийский экспресс» в различных местах возле Соломоновых островов в сентябре.
Несмотря на то, что в октябре он был передан 8-му флоту IJN в октябре, «Амагири» продолжал использоваться для миссий «Токийский экспресс» до конца года. После морского сражения при Гуадалканале 13-15 ноября он помогал эсминцу «Мочизуки» в спасении 1500 выживших с торговых судов «Канберра-Мару» и «Нагара-Мару» и сопровождал поврежденный «Садо-Мару» в Шортлендс. К середине января 1943 года он вернулся в военно-морской арсенал Куре для ремонта.
«Амагири» вернулся в Рабаул к марту 1943 года и возобновил свои миссии в качестве высокоскоростного транспорта. 7 апреля он был обстрелян бомбардировщиком ВВС США B-17, в результате чего погибли 10 членов экипажа. 5-6 июля, во время битвы в заливе Кула, «Амагири» был атакован эсминцами и крейсерами ВМС США при попытке перевозки войск в Коломбангару. В него попали 5 снарядов, погибли 10 человек. После боя эсминец попытался спасти выживших с эсминца «Ниидзуки», но подвергся атаке со стороны американских эсминцев USS Nicholas (DD-449) и USS Radford, из-за чего вернулся в Рабаул для ремонта.

### Столкновение с РТ-109
2 августа, возвращаясь с очередной миссии «Токийский экспресс»,"Амагири" протаранил и потопил американский торпедный катер РТ-109,на котором служил младший лейтенант (будущий президент США) Джон Ф. Кеннеди. Торпедный катер было трудно заметить из-за его небольших размеров и отсутствия огней. Однако Роберт Дж. Донован в своей книге PT 109: Джон Ф. Кеннеди во Второй мировой войне, опросив многих членов экипажа, пришел к выводу, что это не был несчастный случай, и поговорил с рулевым, которому было приказано рулить во время столкновения. Капитан-лейтенант Кохэй Ханами, командовавший «Амагири» в то время, присутствовал на инаугурации президента Кеннеди в 1961 году.
Этот инцидент был опубликован в нескольких книгах, фильме и хите Джимми Дина «the Jap destroyer in the night, cut the 109 in two», что сделало его, вероятно, единственным японским кораблем, который когда-либо упоминался в первой десятке чартов синглов Billboard Hot 100.

### Дальнейшая карьера
«Амагири» продолжал использоваться в миссиях «Токийский экспресс» до конца 1943 года. Он вступил в бой с эсминцами ВМС США в битве при мысе Сент-Джордж в конце ноября и избежал преследования американских эсминцев во главе с капитаном Арли Берком. 7 декабря он столкнулся возле Кавиенга с эсминцем «Акикадзе», который получил сильные повреждения в носовой части. Отправленный обратно в военно-морской арсенал Куре для ремонта в январе 1944 года, в марте он был переведен в состав флота Юго-Западного района и базировался в Сингапуре для обеспечения сопровождения транспортных миссий в западной Нидерландской Ост-Индии. 23 апреля, выйдя из Сингапура с тяжелым крейсером «Аоба» и легким крейсером «Ои», направлявшимся в Давао, «Амагири» подорвался на морской мине в проливе Макассар в 102 км к югу от Баликпапана. Так как ему потребовалось более двух часов, чтобы затонуть, жертв было немного.

### Обнаружение
«Амагири» был обнаружен в октябре 2003 года Видаром Скогли. Он лежит на глубине 28 м по правому борту и сильно разрушается и раскалывается из-за очевидной незаконной добычи динамита рядом с затонувшим кораблем. Один динамитный рыбак, по-видимому, взорвал передний магазин, так как во время потопления эсминца детонация не была отмечена. Торпеды и глубинные бомбы были разбросаны вокруг обломков, что сделало погружение опасным. С тех пор «Амагири» был незаконно разграблен, и от обломков почти ничего не осталось.